# Liste der Kulturdenkmäler in Wetterburg
Die folgende Liste enthält die in der Denkmaltopographie ausgewiesenen Kulturdenkmäler auf dem Gebiet des Ortsteils Wetterburg der  Stadt Bad Arolsen, Landkreis Waldeck-Frankenberg, Hessen.
Hinweis: Die Reihenfolge der Denkmäler in dieser Liste orientiert sich an der Anschrift, alternativ ist sie auch nach der Bezeichnung, der vom Landesamt für Denkmalpflege vergebenen Nummer oder der Bauzeit sortierbar.
Kulturdenkmäler werden fortlaufend im Denkmalverzeichnis des Landes Hessen durch das Landesamt für Denkmalpflege Hessen auf Basis des Hessischen Denkmalschutzgesetzes (HDSchG) geführt. Die Schutzwürdigkeit eines Kulturdenkmals hängt nicht von der Eintragung in das Denkmalverzeichnis des Landes Hessen oder der Veröffentlichung in der Denkmaltopographie ab.

Das Denkmalverzeichnis für diesen Bereich liegt noch nicht vor. Die bisher bekannten Bau- und Kunstdenkmäler hat das Landesamt für Denkmalpflege Hessen in sogenannten Arbeitslisten erfasst. Den Arbeitslisten liegen Erkenntnisse aus Akten, Ortsbegehungen und Denkmalinventaren, jedoch keine neuere systematische Forschung, zugrunde. Die Benehmensherstellung mit der Gemeinde gemäß § 11 Abs. 1 HDSchG ist noch nicht erfolgt.
Das Vorhandensein oder Fehlen eines Objekts in dieser Liste ist keine rechtsverbindliche Auskunft darüber, ob es Kulturdenkmal ist oder nicht: Diese Liste entspricht möglicherweise nicht dem aktuellen Stand der offiziellen Denkmaltopographie. Diese ist für Hessen in den entsprechenden Bänden der Denkmaltopographie Bundesrepublik Deutschland und im Internet unter DenkXweb – Kulturdenkmäler in Hessen einsehbar. Auch diese Quellen sind, obwohl sie durch das Landesamt für Denkmalpflege Hessen aktualisiert werden, nicht immer aktuell, da es im Denkmalbestand immer wieder Änderungen gibt.
Eine verbindliche Auskunft erteilt allein das Landesamt für Denkmalpflege Hessen.
Nutze diese Kartenansicht, um Koordinaten in der Liste zu setzen. In dieser Kartenansicht sind Kulturdenkmale ohne Koordinaten mit einem roten bzw. orangen Marker dargestellt und können in der Karte gesetzt werden. Kulturdenkmale ohne Bild sind mit einem blauen bzw. roten Marker gekennzeichnet, Kulturdenkmale mit Bild mit einem grünen bzw. orangen Marker.

## Gesamtanlagen
| Bild    | Bezeichnung                          | Lage            | Beschreibung | Bauzeit | Objekt-Nr. |
| ------- | ------------------------------------ | --------------- | ------------ | ------- | ---------- |
| Vorburg | Gesamtanlage 1 Historischer Ortskern | Wetterburg Lage |              |         | 170729 DDB |

## Kulturdenkmäler
| Bild                             | Bezeichnung                                        | Lage                                         | Beschreibung                    | Bauzeit | Objekt-Nr. |
| -------------------------------- | -------------------------------------------------- | -------------------------------------------- | ------------------------------- | ------- | ---------- |
| Bild gesucht BW                  | ehem. Längsdielenhaus, zu Querdielenhaus erweitert | Burgstraße 7 LageFlur: 3, Flurstück: 34      |                                 |         | 170685 DDB |
| Bild gesucht BW                  | Fachwerkwohnhaus, ehem. Längsdielenhaus            | Burgstraße 13 LageFlur: 3, Flurstück: 31     |                                 |         | 170686 DDB |
| Bild gesucht BW                  | Querdielenhaus, Fachwerk                           | Burgstraße 25 LageFlur: 3, Flurstück: 25     |                                 |         | 170687 DDB |
| Bild gesucht BW                  | Fachwerkwohnhaus                                   | Burgstraße 28 LageFlur: 3, Flurstück: 76     |                                 |         | 170688 DDB |
| Bild gesucht BW                  | Längsdielenhaus, Fachwerk                          | Burgstraße 30 LageFlur: 3, Flurstück: 78     |                                 |         | 170689 DDB |
| Bild gesucht BW                  | Fachwerkwohnhaus                                   | Burgstraße 31 LageFlur: 3, Flurstück: 20     |                                 |         | 170691 DDB |
| Bild gesucht BW                  | Fachwerkwohnhaus+Wirtschaftsanbau                  | Burgstraße 33 LageFlur: 3, Flurstück: 19     |                                 |         | 170690 DDB |
| Bild gesucht BW                  | Flurquerdielenhaus, Fachwerk                       | Burgstraße 37 LageFlur: 3, Flurstück: 17     |                                 |         | 170692 DDB |
| Bild gesucht BW                  | Längsdielenhaus, Fachwerk                          | Burgstraße 38 LageFlur: 3, Flurstück: 101    |                                 |         | 170693 DDB |
| Evangelische Kirche              | Evangelische Kirche                                | Burgstraße 44a LageFlur: 3, Flurstück: 104   |                                 |         | 170695 DDB |
| Alte Wetterburg, Ökonomiegebäude | Alte Wetterburg, Ökonomiegebäude                   | Burgstraße 47 LageFlur: 3, Flurstück: 9      |                                 |         | 170694 DDB |
| Bild gesucht BW                  | Fachwerkwohnhaus                                   | Katthagen 4/6 LageFlur: 3, Flurstück: 88, 89 |                                 |         | 828818 DDB |
| Bild gesucht BW                  | Wohnhaus, herrschaftlich                           | Meerbrücke 1 LageFlur: 9, Flurstück: 109/2   |                                 |         | 170697 DDB |
| Bild gesucht BW                  | Forsthaus                                          | Meerbrücke 3 LageFlur: 9, Flurstück: 111     |                                 |         | 828819 DDB |
| Bild gesucht BW                  | Mühlgraben Külter Mühle                            | Meierwiese LageFlur: 9, Flurstück: 83        | Wasserfläche ist Kulturdenkmal. |         | 960328 DDB |
| Bild gesucht BW                  | Ehemalige Sägemühle                                | Sägemühle 8 LageFlur: 5, Flurstück: 9        |                                 |         | 828820 DDB |
| Café im Twistesee                | Café im Twistesee                                  | Twistesee LageFlur: 10, Flurstück: 7         |                                 |         | 958117 DDB |